# Осикове (Кальміуський район)
Оси́кове — село Старобешівської селищної громади Кальміуського району Донецької області, Україна. Населення становить 1228 осіб.

## Загальні відомості
Відстань до райцентру становить близько 17 км і проходить автошляхом Т 0509.
Землі села межують із територією с-щ. Побєда, Кленівка, Свободне, Дзеркальне та Верхньоосикове Амвросіївського району Донецької області.
Із 2014 р. внесено до переліку населених пунктів на Сході України, на яких тимчасово не діє українська влада.

## Назва
Сама назва села Осикове вперше з'явилась в архівах близько 1870 р. за назвою річки Осиківка і великої кількості осоки, що росла по берегах цієї річки.

## Історія
Історія виникнення села пов'язана з переселенням втікачів із Катеринославської губернії наприкінці XVIII — поч. XIX ст. Землі навкруги села Осикове і Кленівки називалися Мазаївськими землями, тому що в селі Кленівка жив поміщик Мазай.
Перші переселенці селилися на правому березі річки. Жили вони в землянках, сплетених із верболозу, у невеличких хатинках, зверху помазаних глиною. Поселення були родинні. У кожної родини була своя земля, свої знаряддя праці, свої кладовища. Кожна родина займалася своїми промислом.
У північній частині села, на правому березі річки, поселялися заможні сім'ї Кондратенок. У них на березі річки були великі сади, два вітряки, дві кузні, невеличкий цегельний цех, де робили цеглу і черепицю. У цій сім'ї було 18 дітей. Господарство його становило 75 га землі, 10 коней, 4 воли та ін. За рік збирали по 140 т зерна.
Родина Кондратенків побудувала в 1907 р. першу школу в селі. Вона так і називалася Кондратенковою. Вони також побудували і церкву. Церква запам'яталась старожилам вбранням і церковним хором. Ходили на службу люди з навколишніх сіл. В 1927 році вся сім'я (крім маленької тоді Тетяни Федорівни Кондратенко, 1919 року народження) була заслана на Соловки, де залишилась і загинула.
На місці другої частини села — П'ятирічки, жила заможна сім'я Стоянів. Вони приїхали сюди із Запорізької області у 1910 році. Купили у поміщика землі й будинок. У 1917 році ця сім'я складалася із 28 чоловік. Хазяйнували ці 4 сім'ї разом. Мали 300 га землі, ЗО коней, 20 корів, 200 овець, 12 свиней, 5 плугів, 5 сівалок, мали свій вітряк.
У 1930 році, коли почалося розкуркулювання, всю сім'ю вислали на Соловки, де люди жили у страшних умовах. Багато людей вмирало від голоду і холоду. В 1937 році сім'я повернулася і працювала в радгоспі на ст. Ребрикове. Цього ж року батька сім'ї забрали назавжди, а матір відпустили до дітей.
У 1930 році був утверджений радгосп «П'ятирічка».
Жовтневий переворот захопив селян у 1918 році. З великою радістю вони зустріли цю звістку, але раділи марно. Спочатку банди Махна блукали навколо, не давали спокійно будувати своє майбутнє, а потім і армія Денікіна плинула на Україну. Після того, як до влади прийшли комуністи, почався справжній переворот у житті всіх людей.
У середині 20-х років у селі почалося розкуркулювання. Вся земля переходила до колгоспів, що утворилися на території села: «Червоний партизан», «Культура» — хутір Берестяни; «Чапаєва» — с. Осикове; «Молодий трудовик» — с. Кашперівка; «П'ятирічка» — с. П'ятирічка; «Світлий путь» — с. Бабанівка. Потім залишилося тільки чотири.
Замість трирічної стала шестирічна, а пізніше семирічна школа. Було побудовано два клуби та читальні будинки. Разом із цим почалася активна розробка земель. До 1941 року за колгоспами було закріплено до 2000 га орної землі. Було запроваджено територіальний устрій. Осикове тоді відносилося до Амвросіївського району.
Колгоспи спеціалізувались на молочному та м'ясному скотарстві, садівництві, землеробстві.
З вересня 1941 року по вересень 1943 село знаходилось під німецькою окупацією.
Після війни почалася відбудовування господарства. У колгоспі «Чапаєва» була створена жіноча тракторна бригада, зразком якої була Паша Ангеліна. Це були трактористки: Тетяна Райова, Марфа Росомаха, Галя Моргун, Лукерія Виноградова та інші.
Наприкінці 50-х років с. Осикове було підпорядковане Старобешівському району. З чотирьох колгоспів було утворено один колгосп ім. Чапаєва. Площа земель колгоспу становила 4650 га, з них 250 га зрошувальні. Будувалися нові будинки, відремонтовано клуби, школу, ферми. Заасфальтовано дороги, які ведуть у райцентр та залізничну станцію Кутейникове.
За трудові досягнення 27 колгоспників відзначені орденами та медалями.
29 серпня 2014 року при виході з Іловайського котла на дорозі поміж селами Кутейникове та Осикове солдати 93-ї бригади Андрій Денщиков та Сергій Калінін перебували біля зенітної установки у кузові ЗІЛ-131. Коли машину було підбито, бійці пересіли до іншої, були убиті снайпером. Тіла вбитих Андрія Денщикова та Сергія Калініна залишилися в кузові, 31 серпня були підірвані терористами разом з машиною.

## Населення
За даними перепису 2001 року населення села становило 1228 осіб, із них 82,49 % зазначили рідною мову українську та 17,26 %— російську.